# Ікава

39°54′51″ пн. ш. 140°4′54″ сх. д. / 39.91417° пн. ш. 140.08167° сх. д.
Іка́ва (яп. 井川町, いかわまち, МФА: [ikawa mat͡ɕi̥]) — містечко в Японії, в повіті Мінамі-Акіта префектури Акіта. Станом на 1 жовтня 2007 площа містечка становила 47,95 км². Станом на 1 липня 2008 населення містечка становило 5640 осіб.